# 小行星58608
小行星58608（58608 Geroldrichter）是一颗绕太阳运转的小行星，为主小行星带小行星。该小行星于1997年10月22日发现。
該小行星以德國天文學家格羅德·A·里希特（Gerold A. Richter）命名。

## 轨道参数
小行星58608的轨道半长轴为2.8074104 UA，离心率为0.146。